# Endzone (Musikproduzent)
Endzone (bürgerlich: Enzo Lachat) ist ein Schweizer Musikproduzent aus dem Bereich Hip-Hop. Er wurde vor allem durch seine Tracks mit 65Goonz bekannt.

## Leben
Endzone hat seine Wurzeln in der deutsch- und französischsprachigen Schweiz. Endzone produziert vor allem Trap-Beats und wird der New-Wave-Szene im Deutschen Hip-Hop zugeordnet. Er zog 2019 nach Berlin und arbeitete dort unter anderem mit der Rapcrew 65Goonz zusammen. Seit dieser Zeit hat er einen Vertrag beim Musiklabel 2Live Entertainment.
Im September 2020 veröffentlichte er sein erstes Produzentenalbum 2020, auf dem neben den 65Goonz unter anderem auch Kwam.E und die 102 Boyz zu hören sind. Das Album sammelte innerhalb kurzer Zeit über 8 Millionen Streams auf Spotify. Insbesondere der Song 61 Grad mit dem Rapper TM wurde häufig gestreamt und erreichte am 18. August 2021 erstmals die deutschen Singlecharts. Seine Höchstplatzierung erreichte er am 3. September 2021 mit Chartplatz 25. Insgesamt war der Song 48 Wochen in den deutschen Singlecharts. Dafür erhielt er 2022 eine Goldene Schallplatte sowie 2023 die Platin-Schallplatte.
Am 2. Juli 2021 veröffentlichte er sein zweites Produzentenalbum 2021: Dear Summer. Am 24. Juni 2022 erschien Deux Deux, ein Kollabo-Album mit dem Rapper Zaba.
Am 6. Oktober 2022 erschien mit Party Sahne ein gemeinsamer Track mit dem Rapper Ski Aggu und dem Produzenten Ericson. Er verblieb insgesamt 58 Wochen in den deutschen Singlecharts, wurde in Deutschland und der Schweiz mit einer goldenen Schallplatte und in Österreich mit einer Platin-Schallplatte ausgezeichnet.

## Diskografie
Alben
- 2020: 2020
- 2021: 2021: Dear Summer
- 2022: Deux Deux (mit Zaba)
- 2024: Welcome to the Endzone

EPs
- 2021: Straight Outta School (mit Zekki & Adja)

Singles
- 2020: 4 Schritte (mit 65Goonz, TM & Ezco 44)
- 2020: Levis 501 (mit Kwam.E & 65Goonz)
- 2020: Dreck am Stecken (mit 102 Boyz, Chapo102, Addikt102 & Stacks102)
- 2020: Trap Teacher (mit 65 Goonz)
- 2020: Nympho (mit CKK & Halcastromeo)
- 2021: Präsenz (mit Zekki & Adja)
- 2021: In meinem Block (mit Zekki & Adja)
- 2021: Aktien (mit Noel)
- 2021: MVP (mit Osama)
- 2021: Endless (mit Noel)
- 2021: Kirkou (mit Zekki & Adja)
- 2021: Teufel (mit TM und Ezco 44)
- 2021: Doppelapfel (mit Nana le Vrai & Yungpalo)
- 2021: Link Up (mit 65Goonz, Tarek & Zenci, Polo65 und OG Raijk)
- 2021: 61 Grad (Deep House Rmx) (mit TM)
- 2021: Trappin’ Ain’t Dead (mit 65Goonz)
- 2022: heaven (mit Zaba)
- 2022: Verbraucht (mit cashcarli & Ezco 44)
- 2022: tris (mit cashcarli)
- 2022: 22 (mit Zaba)
- 2022: Sidebag (mit Zaba)
- 2022: Warum (mit Zaba)
- 2022: Casablanca (mit cashcarli)
- 2022: Party Sahne (mit Ski Aggu & Ericson; CH: Gold)
- 2022: Ghetto Tekkno (mit Ski Aggu)
- 2023: Kleine Blüte (mit kid kapri)
- 2023: Minikleine (mit Whitey en vogue)
- 2023: Mehringdamm Romance (mit TM)
- 2023: Sumpf (mit Gola Gianni)
- 2023: Wave (mit Boondawg)
- 2023: VORBEI (mit LUIS)
- 2023: Nikotin (mit Beyazz)
- 2023: Heimat (mit badchieff)
- 2023: LASS LOS (mit Yung Yury & Damn Yury)
- 2023: summer nights (mit Beyazz)
- 2023: Du fehlst!!! (mit Badchieff; #4 der deutschen Single-Trend-Charts am 10. November 2023[9])
- 2024: Sick & Tired (feat. Kwam.E)
- 2024: Applaus (feat. T-Low; #7 der deutschen Single-Trend-Charts am 12. April 2024[10])
- 2024: Trust Nobody (feat. Pronto & Wilsn)

## Auszeichnungen für Musikverkäufe
Anmerkung: Auszeichnungen in Ländern aus den Charttabellen bzw. Chartboxen sind in ebendiesen zu finden.
| Land/RegionAuszeichnungen für Musikverkäufe (Land/Region, Auszeichnungen, Verkäufe, Quellen) | Gold     | Platin     | Verkäufe | Quellen           |
| -------------------------------------------------------------------------------------------- | -------- | ---------- | -------- | ----------------- |
| Deutschland (BVMI)                                                                           | Gold1    | Platin1    | 600.000  | musikindustrie.de |
| Österreich (IFPI)                                                                            | —        | 2× Platin2 | 60.000   | ifpi.at           |
| Schweiz (IFPI)                                                                               | Gold1    | —          | 10.000   | hitparade.ch      |
| Insgesamt                                                                                    | 2× Gold2 | 3× Platin3 |          |                   |